# Leipen (Groitzsch)
Leipen war ein Dorf östlich von Groitzsch, das in den Jahren 1965 und 1966 dem Braunkohlebergbau durch den Tagebau Peres zum Opfer gefallen ist. Seine Flur gehört heute zum Ortsteil Pödelwitz der Stadt Groitzsch im Landkreis Leipzig (Freistaat Sachsen).

## Lage
Leipen lag in der Leipziger Tieflandsbucht zwischen Borna im Südosten und Groitzsch im Nordwesten. Es lag einen Kilometer nordwestlich von Pödelwitz. Die devastierte Ortslage befindet sich im Süden des renaturierten Teils des Abbaufelds „Peres“ des Tagebaus Vereinigtes Schleenhain nördlich der B176.

## Geschichte
Leipen wurde im Jahr 1079 als „Lippen“ erwähnt. Die Grundherrschaft über den Ort lag im Jahr 1548 beim Kloster Pegau, danach war Leipen bis 1856 ein Amtsort des kursächsischen bzw. königlich-sächsischen Amts Pegau. Ab 1856 gehörte der Ort zum Gerichtsamt Pegau und ab 1875 zur Amtshauptmannschaft Borna.
Am 1. Oktober 1948 erfolgte die Eingemeindung in das einen Kilometer südöstlich gelegene Pödelwitz. Mit diesem kam der Ort im Jahr 1952 zum Kreis Borna im Bezirk Leipzig.
Im Jahr 1960 begannen die systematischen Untersuchungsbohrungen in Vorbereitung des Aufschlusses des Tagebaus Peres um den nördlich von Leipen gelegenen Ort Peres. Dadurch war das Ende von Leipen besiegelt. 1964 wurde mit dem Schacht 1 bei Pödelwitz der erste Entwässerungsschacht des künftigen Tagebaus abgeteuft. In Vorbereitung der Freiräumung des Aufschlussareals musste das damals 82 Einwohner zählende Dorf Leipen dem Tagebau weichen. Der Ort in der Nähe der Ausgangsstellung des Tagebaus Peres wurde 1965/66 komplett abgerissen. Am 1. April 1966 erfolgte die Eingemeindung von Pödelwitz mit der devastierten Flur von Leipen nach Großstolpen. Ende der 1960er Jahre wurde die Ortsflur von Leipen überbaggert.
Nach der 1991 erfolgten vorläufigen Stilllegung des Tagebaus Peres wurde der ausgekohlte Teil des Tagebaus durch die LMBV rekultiviert. Somit kann die ehemalige Ortsflur von Leipen landwirtschaftlich genutzt werden. Durch die Eingemeindung von Großstolpen in die Stadt Groitzsch gehört die Flur von Leipen seit dem 1. Januar 1996 zu der rund vier Kilometer westlich gelegenen Stadt.